# زاتوپک (فیلم)
زاتوپک (چکی: Zátopek) یک فیلم زندگی‌نامه‌ای چکی به کارگردانی داوید اوندژیچک است که در سال ۲۰۲۱ منتشر شد. این فیلم دربارهٔ امیل زاتوپک است و نقش او را واتسلاف نوژل ایفا نموده‌است. این فیلم نمایندهٔ جمهوری چک در رقابت برای جایزه اسکار بهترین فیلم بین‌المللی در نود و چهارمین دوره جوایز اسکار بود.

## گزیدهٔ بازیگران
- واتسلاف نوژل در نقش امیل زاتوپک
- مارتا ایسووا در نقش دانا زاتوپکوا
- جیمز فرش‌ویل در نقش ران کلارک
- گابریل اندروز در نقش مربی ران کلارک